# Le Secret d'une mère (film 1907)
Le Secret d'une mère è un cortometraggio muto del 1907. Il nome del regista non viene riportato nei credit.

## Trama
Una giovane donna nasconde al marito di aver avuto, prima del matrimonio, un bambino di cui si prende segretamente cura. L'uomo, sospettando un tradimento, segue la moglie fino a una casa dove la sorprende con un altro uomo. Ma quest'ultimo è soltanto il medico, venuto a curare il piccolo. Quando il dottore lascia la casa, la donna racconta la sua triste storia al marito che, alla fine, la guarda con comprensione e affetto.

## Produzione
Il film fu prodotto dalla Pathé Frères.

## Distribuzione
Distribuito dalla Pathé Frères, il film - un cortometraggio di 185 metri - uscì nelle sale francesi nel 1907. La Pathé lo distribuì anche negli Stati Uniti, dove venne importato e presentato il 14 dicembre 1907 con il titolo inglese A Mother's Secret